# Johann Gottlieb Janitsch
Johann Gottlieb Janitsch, v české literatuře také Jan Gottlieb Janič (19. června 1708, Svídnice (Polsko) – ? 1763, Berlín) byl německý hudební skladatel.

## Život
První hudební vzdělání získal ve Svídnici na latinské škole. Své vzdělání rozšířil ve Vratislavi, kde se seznámil s hudebníky Mohučské dvorní kapely. Na přání otce vystudoval práva na univerzitě ve Frankfurtu nad Odrou. Zde také obdržel svou první hudební zakázku na kompozici slavnostní hudby. Po absolvování školy v roce 1733 byl jmenován tajemníkem ministra Franze Wilhelma von Happe.
V roce 1736 se stal komorním hudebníkem korunního prince Fridricha, pozdějšího pruského krále Fridricha II. Velikého na zámku Rheinsberg. S princovým svolením zde s dvorním orchestrem pořádal „Páteční akademie“, na které měla přístup nejen šlechta, ale i střední třída. Poté, co byl Fridrich v roce 1740 korunován, odešel s ním do Berlína, kde se stal kontrabasistou v nově založené Berliner Hofkapelle. I zde pokračoval v tradici veřejných koncertů a založil hudební akademii. V roce 1749 se oženil Johannou Henriette Eymerovou, dcerou starosty Berlína Alberta Emila Nicolaie.
V Československém hudebním slovníku z roku 1963 je uváděn jako český skladatel. Jde však o zřejmý omyl, způsobený patrně tím, že za Janitschovo rodiště byla pokládána Svídnice v okrese Rychnov nad Kněžnou.

## Dílo
Janitschova díla odpovídají galantnímu stylu první poloviny 18. století. Až do roku 1740 jde převážně o čtyřdílné triové sonáty ve formě chrámových sonát (střídání vět: pomalá, rychlá, pomalá, rychlá). Od roku 1750 komponuje téměř výhradně ve formě kvarteta (3 hlasy a basso continuo). Mnoho jeho prací bylo vytištěno již za jeho života u vydavatele Breitkopfa. Většina rukopisů je uchovávána v Sing-Akademie zu Berlin. Akademie však byla vyloupena v závěru 2. světové války a řada rukopisů ztracena. V poslední době byly údajně některé jeho rukopisy nalezeny na Ukrajině.
V poslední letech byl obnoven zájem o Janitschova díla. Jsou vydávána v nových edicích a nahrávána na desky.

### Vokální díla
- Kantáta Che debbo rimirar
- Trauermusik für Professor Samuel Strimesius, 1730
- Trauermusik für Staatsminister Knyphausen, 1731
- Abendmusik für Rektor Professor Heinecius, 1731
- Hochzeitskantate für den Markgrafen von Bayreuth und der Prinzessin Wilhelmine von Preussen, 1731
- Te Deum, für die Grundsteinlegung der katholischen Sankt Hedwigs Kirche in Berlin (1747)
- 3 Serenaden, Frankfurt an der Oder (1729, 1731, 1732)
- Eine Krönungsmusik für Friedrich Adolf von Schweden

### Instrumentální hudba (výběr)
- Sonata da Camera in C major, op.4 pro flétnu, hoboj, housle a basso continuo
- Ouvertüre pro 2 flétnu, smyčce a basso continuo
- Kvartet g-mol „O Haupt voll Blut und Wunden“ pro hoboj, housle, violu a basso continuo
- Trio F-dur pro hoboj, housle, violoncello a basso continuo
- Komorní sonáta „Echo“ op.5 D-dur pro flétnu, hoboj, violu da gamba a basso continuo
- Sonata in F pro housle a basso continuo
- Kvartet F-Dur pro housle, hoboj, flétnu a basso continuo
- Kvartet F-Dur pro housle nebo flétnu, hoboj, violoncello a kontrabas
- Sonata in F pro housle, violoncello a basso continuo
- Sinfonia in Bb Major pro smyčcový orchestr